# Популяционная модель
Популяционная модель —  математическая модель, применяемая для изучения динамики численности популяции.

## Обоснование
Модели позволяют лучше понять, как протекают процессы со сложными взаимодействиями. Моделирование динамических взаимодействий в природе может обеспечить управляемый способ понимания того, как числа меняются со временем или по отношению друг к другу. Многие закономерности можно заметить, используя моделирование популяции.
При экологическом моделировании популяции определяют динамику изменения размер популяции (численности особей) и распределение их по возрастам. Это может зависеть от взаимодействия с окружающей средой, особями того же и других видов.
Популяционные модели используют агрономы для определения максимального урожая, для понимания динамики биологических инвазий и для охраны окружающей среды. Популяционные модели также используются для понимания распространения паразитов, вирусов и болезней.
Еще один способ использования моделей популяций — это оценка находится ли биологический вид на грани опасности исчезновения. Модели популяции могут отслеживать исчезающие виды и предлагать меры сдерживания сокращения их численности  Архивная копия от 28 июля 2018 на Wayback Machine.

## История
В конце XVIII века биологи начали разрабатывать методы моделирования популяций, чтобы понять динамику роста и сокращения всех популяций живых организмов.
Томас Мальтус  одним из первых заметил, что население росло в геометрической прогрессии, хотя неявно это было сделано уже Фибоначчи.
Одной из основных моделей роста населения была логистическая модель роста населения, сформулированная Пьером Франсуа Ферхульстом в 1838 году. Логистическая модель принимает форму сигмовидной кривой и описывает рост населения как экспоненциальный с замедлением роста из-за давления окружающей среды.
Моделирование популяций стало особенно интересным для биологов в XX веке, после того как биолог Рэймонд Перл, заметил влияние ограниченных средств к существованию на увеличение численности населения в некоторых частях Европы. В 1921 году Перл пригласил физика Альфреда Лотку помочь ему в его лаборатории. Лотка разработал парные дифференциальные уравнения, которые показали влияние хищника на его добычу. Математик Вито Вольтерра предложил уравнения описывающие взаимоотношения между двумя видами (хищник и добыча) независимо от Лотки. Вместе Лотка и Вольтерра сформулировали модель конкуренции Лотки — Вольтерры, которая применяет логистическое уравнение к двум видам, и иллюстрирует взаимодействие в системе двух видов хищник-добыча. В 1939 году Патрик Лесли внёс вклад в моделирование популяций, когда он начал работать в области биоматематики. Лесли подчеркнул важность составления таблицы жизни, чтобы понять влияние ключевых стратегий жизненной истории на динамику населения в целом. Лесли применил матричную алгебру в сочетании с таблицами жизни, чтобы расширить работу Лотки. Матричные модели популяции рассчитывают рост численности с переменными истории жизни. Позднее Роберт Макартур и Э.О. Уилсон создали островную биогеографию. Равновесная модель островной биогеографии описывает количество видов на острове как равновесие иммиграции и вымирания. Логистическая популяционная модель, модель экологии сообщества Лотки – Вольтерры, моделирование матрицы жизненных таблиц, равновесная модель островной биогеографии и её вариации являются основой современного экологического моделирования популяций.

## Уравнения
Уравнение логистического роста :
{\displaystyle {\frac {dN}{dt}}=rN\left(1-{\frac {N}{K}}\right)\,}
Уравнение Лотки — Вольтерры:
{\displaystyle {\frac {dN_{1}}{dt}}=r_{1}N_{1}{\frac {K_{1}-N_{1}-\alpha N_{2}}{K_{1}}}\,}
Островная биогеография :
{\displaystyle S={\frac {IP}{I+E}}}
Видовые отношения :
{\displaystyle \log(S)=\log(c)+z\log(A)\,}

## Примеры индивидуальных моделей

Логическая детерминированная индивидуально-клеточная модель автоматов экосистемы с одним видом. Модель демонстрирует механизм S-образного роста населения.

Логическая детерминированная индивидуальная модель клеточных автоматов межвидовой конкуренции за единый ограниченный ресурс. Механизм конкурентного исключения одного вида другим.

- Ва-Тор (Wa-Tor)